# 左腕章魚
左腕章魚（学名：Scaerugus patagiatus）为章魚科左腕章魚屬下的一个种。